# 존 M. 잭슨
존 M. 잭슨(John M. Jackson, 1950년 6월 1일 ~ )은 미국의 배우이다.
배턴루지에서 태어났다.

## 출연 작품
- 어메이징 메리 (2017년) - 에드워드 니콜스 판사 역
- 스핏파이어 그릴 (1996년)
- 글리머 맨 (1996년)
- 리벤지 (1994년)
- 로스웰의 비밀 (1994년) - 블란차드 대령 역
- 퍼펙트 월드 (1993년)
- 깨어진 약속 (1993, Broken Promises: Taking Emily Back)
- 천인의 영웅 (1992년)
- 어 퓨 굿 맨 (1992년)
- 백마 타고 휘파람 불고 (1991년)
- 이브의 파괴 (1991년)
- 진저 에일 애프터눈 (1989년)
- 하와이 허니문 (1989년)
- 더 타운 불리 (1988년)
- 빛을 향해 가다 (1988년)
- 할로우 포인트 (1987년)
- 시드와 낸시 (1986년)
- 힛처 (1986년)
- 더 레전드 오브 빌리 진 (1985년)
- 라이센스 투 킬 (1984년)
- 욕망의 그림자 (1984년)
- 시골 영웅 (1983년) - 칼 역

### 텔레비전
- 와이즈가이 (1987-89, Wiseguy)
- JAG (1996-2004)
- 본즈 (2005-06)